# 挾間町鬼崎
挾間町鬼崎（はさままちおにさき）とは、大分県由布市内の大字。郵便番号は879-5501。

## 地理
由布市の東部に位置し、大分川の南岸に位置する。旧大分郡大分村が町制施行の際に、鬼崎の一部を挾間町に編入した地域である。
大分市鬼崎、大分市横瀬、大分市福宗、挾間町谷と接し、大分川をはさんで大分市平横瀬、挾間町下市、挾間町挾間、挾間町向原と接する。

## 歴史
- 1955年4月1日 - 大分郡稙田村・東稙田村・賀来村が合併して大分村が発足。
- 1957年4月1日 - 大分村の一部（鬼崎の一部）を挾間町に編入する。（大分郡挾間町鬼崎）
- 2005年10月1日 - 挾間町・庄内町・湯布院町で新設合併、市政施行で由布市が成立。大字表記および、小字、「番地の」の「の」が廃止される。（由布市挾間町鬼崎）[3]。

## 小・中学校の学区
市立小・中学校に通う場合、学区は以下の通りとなる。
| 町名       | 小学校             | 中学校             |
| ---------- | ------------------ | ------------------ |
| 挾間町鬼崎 | 由布市立挾間小学校 | 由布市立挾間中学校 |

## 交通

### バス
大分バス・由布市コミュニティバス・竹田市コミュニティバスが運行している。

### 道路
- 国道210号
- 大分県道202号挾間野津原線
- 大分県道618号籠原挾間線

## 施設

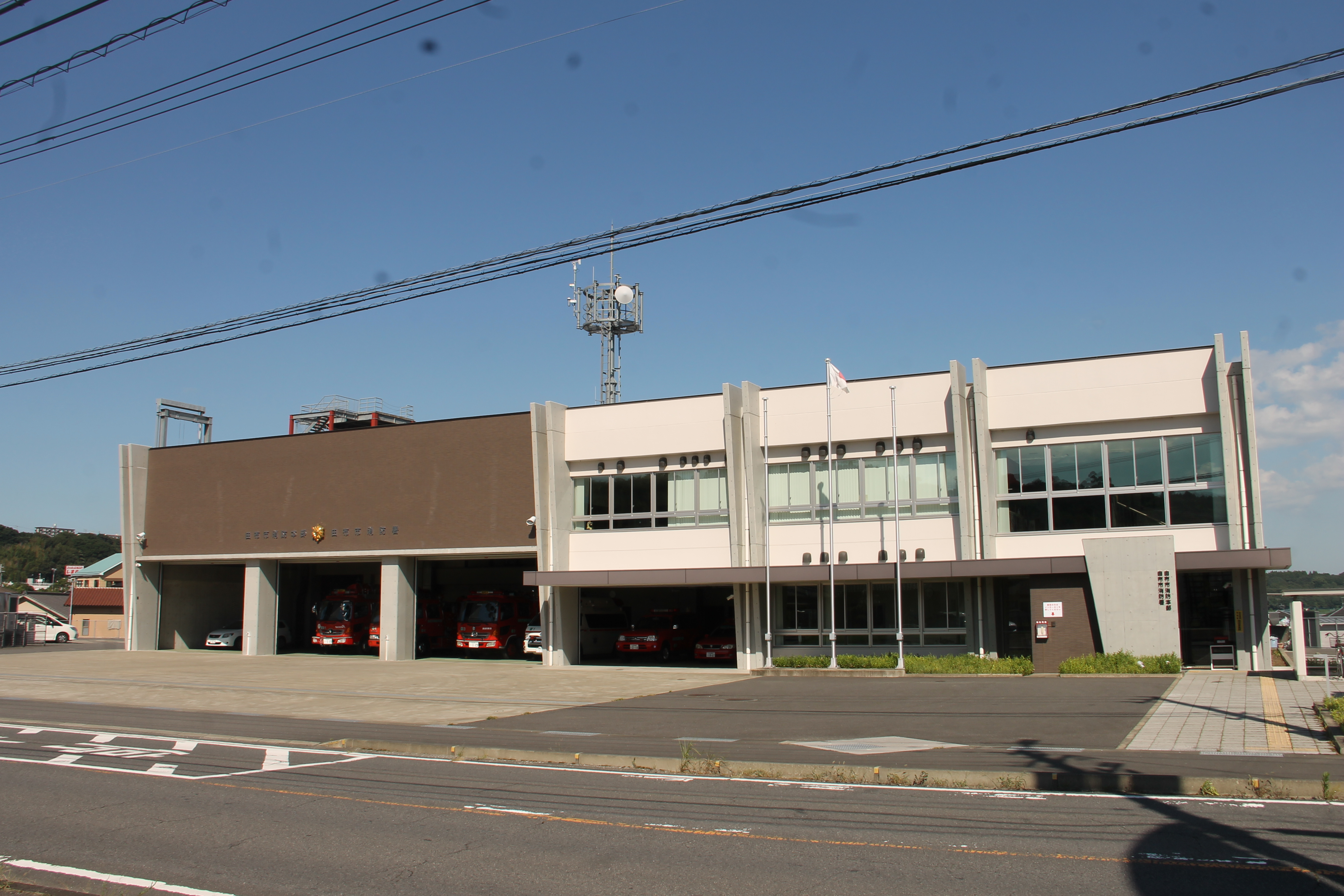
由布市消防本部

- 九州電力送配電 西大分変電所
- 天神橋